# 华沙斯罗德米斯切车站

華沙斯羅德米斯切車站在華沙市鐵路網絡的位置

華沙斯羅德米斯切車站（波蘭語：Warszawa Śródmieście）是波蘭華沙斯羅德米斯切區的鐵路車站。此站服務華沙跨城線的市郊（南向）軌道，並有馬佐夫舍鐵路以及快速城市鐵路區域列車使用。車站設有兩個側式月台和一個島式月台服務兩條軌道，都位於隧道內。
此站以西班牙式月台興建，中央月台只作下車用，側式月台只作上車用。前往中央月台的通道在1960年代起嚴格管控分離進出車站人流，票務處只開設於側式月台旁邊，列車車門先向中央月台開門，關門後才向側式月台開門（類似港鐵羅湖站）。此分離措施持續至1980年代。

## 連接

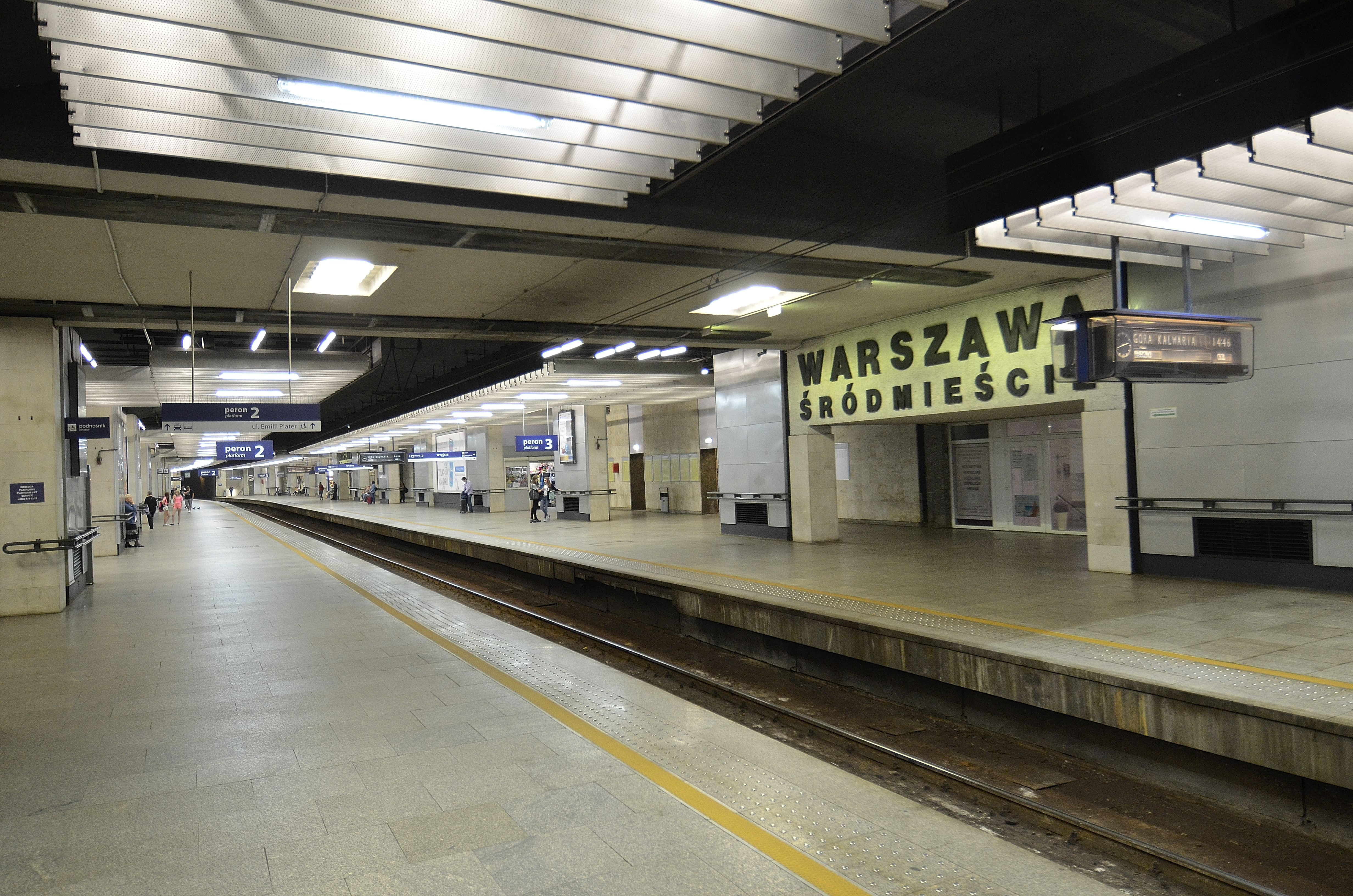
車站內部2號與3號月台

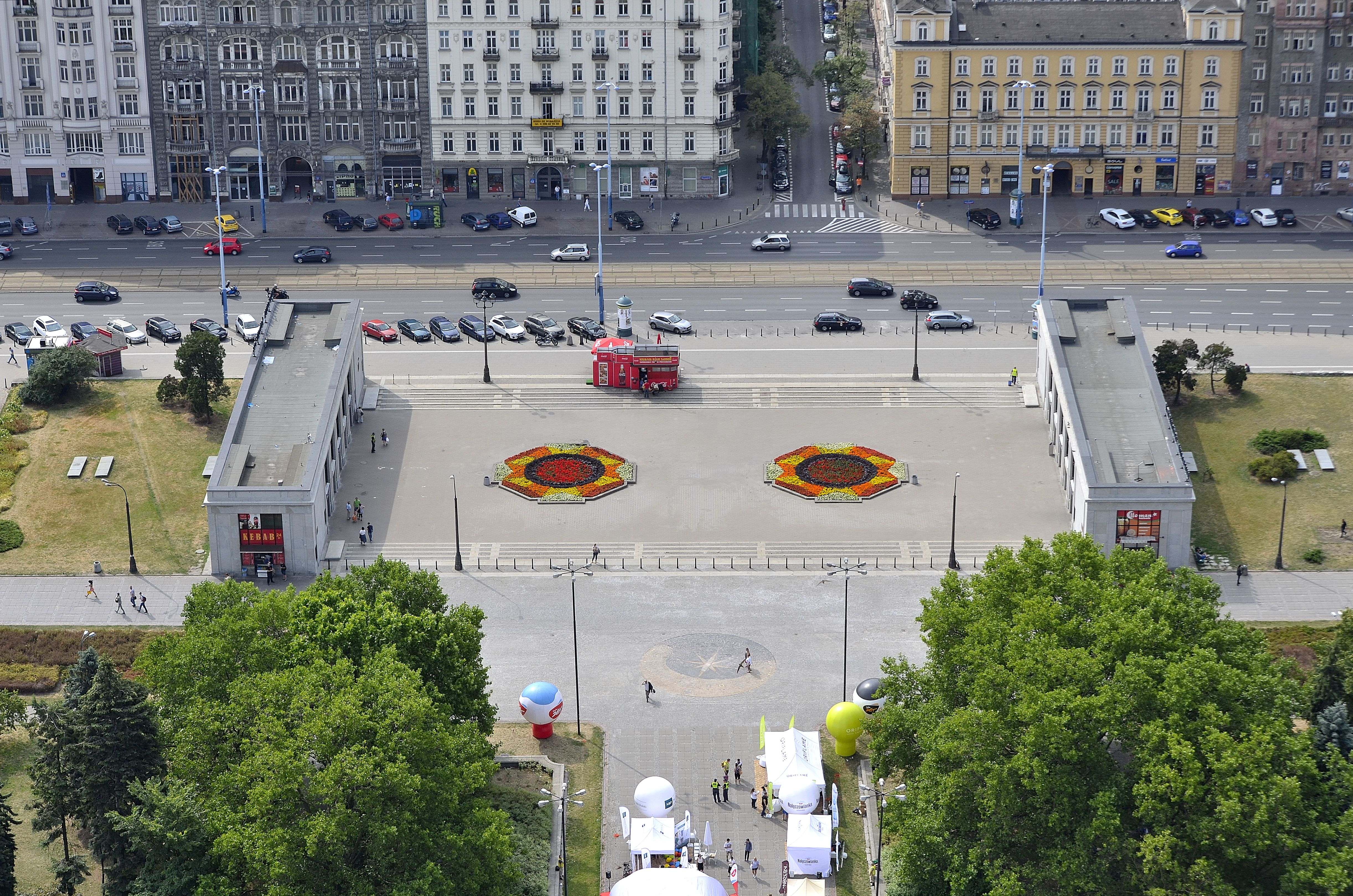
車站入口

此站可轉乘鄰近的華沙地鐵中央站以及一系列的電車和巴士。此站與華沙中央車站以及華沙斯羅德米斯切WKD站以地下行人通道連接。

## 外部連結
维基共享资源上的相關多媒體資源：华沙斯罗德米斯切车站